# Gustaf Larsson (politiker)
Gustaf Larsson, född 15 februari 1896 i Julita församling, Södermanlands län, död 23 december 1965 i Julita församling, var en svensk lantbruksarbetare och socialdemokratisk politiker.
Larsson arbetade som lantarbetare och byggnadsarbetare på godset Fogelstad i Julita 1914–1936 och var ordförande i Julita kommuns kommunfullmäktige 1928–1958. Han var ledamot av riksdagens andra kammare 1937–1960, invald i Södermanlands läns valkrets. Han var även landstingsman från 1935.